# Hans Langecker
Hans Langecker (* 1952 in Londorf) ist ein deutscher Polizist. Er war von Juli 2005 bis Dezember 2012 Präsident der hessischen Bereitschaftspolizei.

## Leben und Beruf
Bereits mit 16 Jahren trat der gebürtige Londorfer seinen Dienst als Polizeiwachtmeister bei der hessischen Polizei an. 1972 wurde er Hauptwachtmeister in Frankfurt am Main. Mit 23 Jahren wechselte er als Polizeikommissar von 1976 an nach Alsfeld und wurde dort Dienstgruppenleiter. 1979 wechselte er schließlich in das Polizeipräsidium nach Gießen und wurde dort Polizeiführer vom Dienst.
Ab 1986 studierte Langecker für zwei Jahre an der Deutschen Hochschule der Polizei in Münster/Westfalen. Im Anschluss arbeitete er als Polizeiführer vom Dienst in Frankfurt und später Leiter der Schutzpolizei im Landkreis Marburg-Biedenkopf. Nach dem Fall der Mauer wurde er mit der Umstrukturierung der ehemaligen Volkspolizei in mehreren Landkreisen in Thüringen beauftragt. Drei Jahre später kam er nach Hessen zurück, um die Bereitschaftspolizei in Lich zu leiten. Bis 2000 verantwortete Langecker als Polizeiführer vor allem Großlagen, wie zum Beispiel Castor-Transporte, Weltwirtschafts- und EU-Gipfeltreffen.
2009 wurde er Präsident der Hessischen Bereitschaftspolizei. Im Dezember 2012 ging er in den Ruhestand. Seine Ernennung in diesen Dienst durch den damaligen Innenminister Volker Bouffier beschäftigte einen Untersuchungsausschuss im Landtag.
Hans Langecker ist verheiratet und hat zwei Söhne. Er lebt in Londorf.

## Untersuchungsausschuss zur „Polizeichef-Affäre“
Im Frühjahr 2010 nahm der Untersuchungsausschuss „UNA 18/2“ des Hessischen Landtages unter der Federführung der Koalitionsparteien CDU und FDP seine Arbeit auf. Er tagte unter dem Vorsitz des CDU-Abgeordneten Peter Beuth. Der Ausschuss sollte klären, ob es Mängel in der Ausschreibung für die Neubesetzung des Chefpostens in der hessischen Bereitschaftspolizei gab. Weil Ministerpräsident Volker Bouffier im Juli 2009 Langecker ohne vorheriges Auswahlverfahren in den Posten ernannte, forderte die Hessen-SPD im März 2010 Bouffiers Rücktritt. Ein Mitbewerber für das Amt hatte zuvor beim Hessischen Verwaltungsgerichtshof gegen das Vorgehen Bouffiers geklagt und Recht bekommen.
Der Untersuchungsausschuss beendete seine Arbeit im November 2012 ohne gemeinsames Ergebnis. CDU und FDP betrachteten die Vorwürfe als widerlegt und kündigten an, Auswahlverfahren künftig besser zu dokumentieren.